# Ctenosquamata
Die Ctenosquamata (= Kammschupper) sind ein hohes Taxon (eine systematische Gruppe) der Echten Knochenfische, zu der die Laternenfischartigen (Myctophiformes) und die Acanthomorpha (die stacheltragenden Knochenfische) gehören. Das Taxon wurde 1973 durch den amerikanischen Ichthyologen Donn Rosen aufgestellt. Rosen gab als einzige Synapomorphie das Fehlen der fünften oberen Pharyngealzahnplatte an. Später wurden durch die Ichthyologin Melanie Stiassny vier weitere Synapomorphien ergänzt, darunter das Fehlen von Supraorbitalknochen (Knochen um die Augenhöhle), das Zusammenwachsen der Neuralbögen der ersten Wirbel und zwei hinten liegende (ceratohyale) Branchiostegalstrahlen. Die Monophylie der Ctenosquamata wird auch durch molekulargenetische Untersuchungen bestätigt.
Zu den Ctenosquamata gehören über 16.000 Fischarten.
Das folgende Kladogramm zeigt die systematische Stellung der Ctenosquamata:
|               | Eidechsenfischverwandte (Aulopiformes)                                                 |
|               |                                                                                        |
| Ctenosquamata | \| \| Laternenfischartige (Myctophiformes) \| \| \| \| \| \| Acanthomorpha \| \| \| \| |
|               | \| \| Laternenfischartige (Myctophiformes) \| \| \| \| \| \| Acanthomorpha \| \| \| \| |
|               | Laternenfischartige (Myctophiformes)                                                   |
|               |                                                                                        |
|               | Acanthomorpha                                                                          |
|               |                                                                                        |

|  | Laternenfischartige (Myctophiformes) |
|  |                                      |
|  | Acanthomorpha                        |
|  |                                      |